# مدرسة الدراسات الشرقية والإفريقية
مدرسة الدراسات الشرقية والإفريقية كلية تابعة لجامعة لندن، (بالإنجليزية: School of Oriental and African Studies) تتخصص في مجال اللغات والعلوم الإنسانية والاقتصاد والقانون والعلوم السياسية المرتبطة بمناطق آسيا وإفريقيا والشرق الأوسط. وتقدم الجامعة ما يزيد على 300 تخصُّص في مرحلة البكالوريوس، وأكثر من 70 برنامجاً في مرحلة الماجستير، بالإضافة إلى برامج الدكتوراه المتوفرة في كل قسم من أقسام الكلية، وهي من الكليات الأعضاء في مجموعة 1994.
أُسِّست الكلية في عام 1916، وتخرَّج فيها العديد من الشخصيات التي تبوَّأت مناصب عليا من رؤساء دول ووزراء وسفراء، بالإضافة إلى العديد من الأسماء التي حازت على جائزة نوبل للسلام وغيرهم من الشخصيات المؤثرة في عالم الأعمال ومراكز القوى في العديد من دول العالم. وتعد الكلية كما تصف نفسها من المراكز العالمية الرائدة في دارسة شتى المواضيع المتعلقة بآسيا وأفريقيا والشرق الأوسط، وتحتل الكلية مراكز متقدمة من الناحية الأكاديمية بين الجامعات البريطانية.

## نبذة عن تاريخ الكلية
تأسست الكلية في العام 1916 وكان اسمها كلية الدراسات الشرقية، وحصلت الكلية على الميثاق الملكي في الخامس من حزيران من عام 1916, واستقبلت أول دفعة من الطلبة في 18 كانون ثاني من ذلك العام، وتم افتتاح الكلية رسمياَ بحضور ملك إنجلترا جورج الخامس مع عدد من المسؤولين والوزراء في 23 شباط 1917. وتم إضافة أفريقيا إلى اسم الكلية في العام 1938.
وكان الهدف الأساسي من تأسيس الكلية هو تقديم تدريب عالي المستوى للموظفين البريطانيين الذين يعملون للحكومة في دول الإمبراطورية البريطانية حينها، وأصبحت الكلية منذ ذلك الحين أحد أهم المراكز العالمية التي تعنى بدراسة منطقة آسيا وأفريقيا.
وعادة ما تصنف الكلية بين أفضل 20 جامعة المملكة المتحدة، كما حصلت الكلية على المرتبة 44 بين الجامعات على مستوى العالم، والمرتبة السابعة في المملكة المتحدة، والمرتبة الحادية عشرة على مستوى أوروبا، وذلك في التصنيف الذي أجرته مجلة التايمز. كما تعد مكتبة الكلية أهم المراكز البريطانية التي تشتمل على المصادر والمواد المتعلقة بمنطقة آسيا وأفريقيا وهي الأكبر من نوعها في أوروبا.
وقد شهدت الكلية توسعاً كبيراً خلال الثلاثين عاماً الماضية، فبعد أن كان عدد الطلبة لا يتجاوز الألف في السبعينيات من القرن العشرين، أصبحت الكلية تستقبل ما يزيد عن 4,500 طالبة وطالبة في الوقت الحالي، نصفهم في مرحلة الدراسات العليا.

## السمعة الأكاديمية
حلت الكلية في المرتبة السادسة بين الجامعات البريطانية في العام 2006 وفق دراسة أجرتها صحيفة الجارديان، أما وفق التخصصات فقد كانت الكلية في المرتبة الثالثة وطنياً في مجال الأنثروبولوجيا، وفي المرتبة الرابعة في علم الاقتصاد والمرتبة الثالثة في التاريخ وتاريخ الفنون والخامسة في الموسيقى، كما كانت في المرتبة الثالثة في العلوم السياسية والإلهيات.
وتقوم الكلية بتدريب المسؤولين الحكوميين وتدريسهم اللغات التي يحتاجونها في أفريقيا وآسيا والشرق الأوسط، خاصة اللغة العربية واللغة الصينية. كما تلعب الكلية دوراً استشارياً مهماً في العديد من الدوائر الحكومية والشركات حين تحتاج أي منها للحصول على معلومات متخصصة حول بعض القضايا في مناطق آسيا وأفريقيا والشرق الأوسط.

## قسم اللغويات
يعد قسم اللغويات (اللسانيات) الأول من نوعه في بريطانيا، حيث تم افتتاحه في العام 1932 ليكون مركزاً للبحوث والدراسات المتعلقة باللغات الشرقية والإفريقية.

## اتحاد الطلبة
يعد اتحاد طلبة كلية الدراسات الشرقية والإفريقية من بين أكثر الاتحادات الطلابية نشاطاً في المملكة المتحدة، كما أن توجهاته السياسية تكون عادة يسارية. وقد كان لاتحاد طلبة الكلية نشاط ملحوظ في الاحتجاجات المتتابعة التي تناولت قضية فلسطين وقضايا حقوق الإنسان والحرب على الإرهاب.
ومن الأنشطة الأخيرة التي قام بها الاتحاد إقناعه إدارة الكلية بتمديد ساعات عمل المكتبة، ورفع أجور عمال النظافة في الكلية. كما ينشط الاتحاد في القضايا البيئية حيث بدأ طلبة الاتحاد متابعة هذه القضايا على مستوى الكلية والجامعة بشكل منظم.

## خريجون ملحوظون
- منتصر الدعمة، باحث وأكاديمي بلجيكي من أصلٍ فلسطيني.[5]

## وصلات خارجية
- الموقع الرسمي للكلية
- الموقع الرسمي لاتحاد طلبة الكلية